# Knätte församling
Knätte församling var en församling i Skara stift och i Ulricehamns kommun. Församlingen uppgick 2006 i Redvägs församling. 

## Administrativ historik
Församlingen har medeltida ursprung. Vid en tidpunkt efter 1546 införlivades den del av Igelsereds församling som ej uppgick i Liareds församling.
Församlingen var till 1962 annexförsamling i pastoratet Böne, Knätte, Liared, Fivlered och Kölingared som till åtminstone kring 1550 även omfattade Igelsereds och Ingareds församlingar. Från 1962 till 2006 var församlingen annexförsamling i pastoratet Hössna, Gullered, Strängsred, Böne, Knätte och Liared och från 1983 även omfattade Kölingareds församling. Församlingen uppgick 2006 i Redvägs församling.

## Kyrkor
- Knätte kyrka